# SMS Niobe
El SMS Niobe fue un crucero ligero de la Clase Gazelle que sirvió en la Kaiserliche Marine durante la Primera Guerra Mundial, y en la Kriegsmarine durante la segunda en una larga carrera en la que además, navegó bajo los pabellones de los reinos de Yugoslavia e Italia. Fue hundido en el puerto de la isla Silba en 1943.

## Diseño y construcción
El Niobe fue ordenado bajo el nombre de contrato "B". Fue puesto en grada en los astilleros A.G. Weser de Bremen en 1898 y botado el 18 de julio de 1899, tras lo cual comenzaron las obras a flote. Fue asignado a la  Hochseeflotte el 25 de junio de 1900. El buque tenía una eslora de 105 m, una manga de 12,2 m y un calado de 5,03 m. Su desplazamiento a plena carga, era de 2963 t. Su maquinaria consistía en dos máquinas de vapor de triple expansión manufacturadas por AG-Germania. Estaba diseñado para dar una potencia de 8.000 ihp que le permitían alcanzar una velocidad máxima de 25,5 nudos. Las máquinas estaban alimentadas por ocho calderas acuatubulares Thornycroft a carbón. El Niobe tenía una capacidad de 500 t de carbón, que le  permitían una autonomía de 3.570 mn a una velocidad de 10 nudos. Su tripulación estaba formada por 14 oficiales y 243 suboficiales y marinería.
El buque estaba armado con diez cañones SK L/40 de 105 mm en montajes simples. Dos estaban colocados en el castillo de proa, otros seis a mitad del buque, tres de ellos a cada banda y otros dos a popa. Estos cañones, tenían un alcance de 12 000 m y un suministro de munición de 1000 proyectiles, 100 por cañón. También estaba equipado con dos tubos lanzatorpedos sumergidos en el interior del casco de 450 mm, cada uno de ellos a un costado del buque con cinco torpedos de recarga. El buque, estaba protegido por una cubierta blindada de entre 20 y 25 mm. La torre de mando, tenía un blindaje de 80 mm y su artillería principal, estaba protegida por planchas de 50 mm de espesor.

## Historial de servicio

### En laKaiserliche Marine

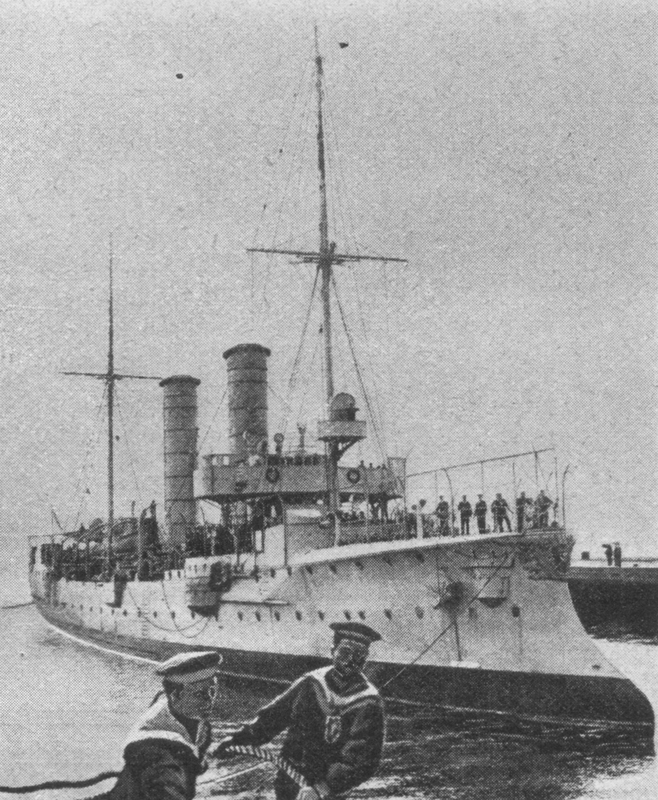
grabado del crucero SMS Niobe

Su primer mando fue el Korvettenkapitän Reinhard Scheer, futuro comandante de la Hochseeflotte. Tras ser asignado, comenzó su servicio en aguas alemanas.  En 1902 fue asignado a la primera escuadra de la flota alemana, compuesta por el crucero acorazado SMS Prinz Heinrich como buque insignia, los cruceros protegidos SMS Freya, SMS Victoria Louise, y los cruceros ligeros  SMS Hela y SMS Amazone. Esta división, participó en las maniobras de verano entre agosto y septiembre de 1902. Desde octubre de ese año, sirvió como buque insignia de Franz von Hipper, que en esa época, estaba al mando de la segunda unidad de torpederos. En 1906, fue enviado a realizar tareas coloniales al Lejano Oriente y en la Polinesia hasta 1909, cuando regresó a Alemania.  Al inicio de la contienda fue clasificado como obsoleto y relegado a misiones de defensa costera. Tres buques de su clase -los SMS Ariadne, SMS Undine y SMS Frauenlob- fueron hundidos durante el primer año de la guerra, mientras que los restantes fueron relegados a tareas de apoyo. No participó en ninguna acción durante la contienda, y debido a su antigüedad, fue relegado a tareas de defensa costera, hasta que en 1915, fue relegado a ejercer como oficina flotante en Wilhelmshaven. Durante este periodo, sirvió de nuevo bajo el mando de Hipper que lo usó como su cuartel general. En 1917, se le retiró su artillería principal que fue utilizada para reforzar las defensas en torno a Wilhelmshaven.

### En la Reichsmarine
Debido a su antigüedad, el SMS Niobe fue uno de los ocho cruceros que pudo retener la República de Weimar según los términos del Tratado de Versalles, pasando a formar parte de la nueva Reichsmarine. Fue modernizado, y se procedió a retirarle su anticuado espolón de proa colocando en su lugar una proa de estilo clipper.  Sus antiguos cañones de 105 mm SK L/40 fueron reemplazados por SK L/45 diseñados para  U-boats y se le montaron dos tubos lanzatorpedos de 500 mm sobre cubierta. Fue dado de baja el 26 de junio de 1925 y vendido a Yugoslavia.

### En la Real Armada Yugoslava
Yugoslavia había heredado inicialmente la mayoría de la antigua KuK Kriegsmarine tras la disolución del Imperio Austro-húngaro al finalizar la Primera Guerra Mundial, pero las potencias aliadas, rápidamente, capturaron la mayor parte de la flota, repartiéndola entre las potencias ganadoras, quedando en poder de la Real Armada Yugoslava únicamente una docena de modernos torpederos, por lo que Yugoslavia, que había quedados sin astilleros importantes, buscaba hacerse con buques más potentes, por lo que adquirieron el Niobe cuando la República de Weimar lo puso en venta en 1925.
Fue renombrado Dalmacija (Dalmacia) y completamente rearmado entre 1925 y 1926 en Kiel, y tras realizar pruebas de mar, fue transferido a la Armada Real de Yugoslavia el 7 de agosto de 1926. Tras 14 días de navegación, el buque llegó a su puerto base en Tivat. Fue equipado con seis cañones Škoda de 85 mm /55 Škoda type M.27 de tiro rápido, e inicialmente con cuatro y posteriormente seis cañones antiaéreos de 20 mm. Tras entrar en servicio, el, Dalmacija fue utilizado como buque de entrenamiento de artillería.
En abril de 1941, durante la invasión de Yugoslavia por el Eje, el Dalmacija se encontraba en puerto, y no participó en ningún combate. Tras la rendición de Yugoslavia, el buque fue capturado por los italianos en Kotor el 25 de abril.

### En la Regia Marina
Los italianos renombraron el buque Cattaro (Kotor) y lo dieron de alta en la Regia Marina. Dada la antigüedad del buque, fue enviado a Pula para servir como escuela de artillería. El único cambio que se produjo en su armamento, fue el cambio de las ametralladoras de 15 mm por montajes Breda de 20 mm. El 31 de julio de 1942 el crucero fue atacado por el submarino británico Traveller al sur de Premantura pero todos los torpedos fallaron. Entre 1942 y 1943 bombardeó posiciones de los partisanos yugoslavos a lo largo de la costa.

### En la Kriegsmarine

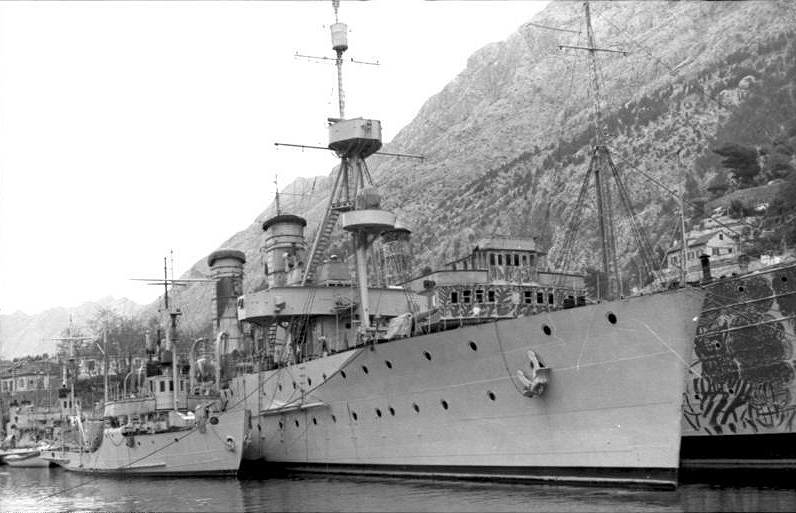
Buques de la Armada de Yugoslavia capturados por la Regia Marina en abril de 1941. De izquierda de derecha un minador de clase Malinska, el crucero ligero Dalmacija y el buque de apoyo a submarinos Hvar.

Tras la capitulación de Italia, fue capturado por Alemania el 11 de septiembre de 1943. Inicialmente fue asignado al 11.ª Sicherungsflotille, bajo el mando de Hoffmeyer-Zlottnik. Diseñado para proteger las comunicaciones marítimas en el Adriático, el crucero volvió a recibir el nombre de Niobe. Su armamento fue de nuevo revisado pasando a portar 6 cañones de 84 mm antiaéreos, cuatro antiaéreos de 47 cuatro Oerlikon de 20 mm y veintiséis Breda antiaéreos de 20 mm.
En la noche del 21 al 22 de septiembre, mientras se realizaban las modificaciones, fue atacado por dos lanchas torpederas británicas tipo MBTs —las MTB 226 y MTB 228— que atacaron el buque cerca de Zara sin éxito.
Entró en servicio el 8 de noviembre. El 13 de noviembre de 1943 junto al antiguo escolta de convoyes italiano Ramb III, reformado como minador y rebautizado Kiebitz dio escolta a varios buques que transportaban a la  7.ª división de infantería en la primera fase de la Operación Herbstgewitter , que consistía en el desembarco alemán en las islas de Krk, Cres y Lošinj. Durante dicha operación, se eliminó a las fuerzas partisanas en las islas, y el Niobe y dos  S-boats consiguieron capturar a la misión militar británica en la isla de Lošinj.
Tras esta acción, se ordenó al crucero en diciembre de 1943 poner rumbo al sur para apoyar la siguiente fase de la Operación Herbstgewitter, el desembarco en la isla de Korčula. En la noche del 17 de diciembre de 1943 el Niobe zarpó de la base naval de Pula junto a los torpederos  TA-20, TA-21 y TA 22  —anteriormente torpederos italianos Audace, Insidioso y Giuseppe Missori— que se  unieron a la escuadra en la vecina isla de Pašman. La misión fue cancelada debido al desembarco partisano en Korčula, y a las malas condiciones climatológicas que impedían prestar apoyo aéreo   por la Luftwaffe. La escuadrilla naval recibió la orden de retornar a Pula. Debido a que el Niobe era el más lento de los buques, solo quedó el TA 20 para escoltarlo. El 19 de diciembre debido al mal tiempo y la niebla, así como a un posible error humano en la navegación, el buque varó en la isla de Silba. Se enviaron los remolcadores Nettuno, Parenzo y Constante, y al buque Martha desde  Trieste y Fiume para asistir al crucero. En la noche del  22 del 22 de diciembre dos MBTs británicas —las MTB 298 y MTB 276— con base en Vis, atacaron e impactaron al crucero con dos torpedos, produciendo a bordo 19 víctimas mortales. También impactaron con otro torpedo al Parenzo. El Niobe se hundió en aguas poco profundas, abandonando los alemanes el pecio, del cual diversas partes, fueron recuperadas y utilizadas por fuerzas partisanas de la isla. Tras finalizar la contienda, comenzó el desguace del buque, proceso que fue completado en 1952.